# Tower Air
Tower Air var ett privatägt charter- och lågprisflygbolag baserat i USA som var i drift mellan 1983 och 2000, när företaget gick i konkurs och likviderades. I mitten av 1980-talet var företaget huvudkonkurrent till People Express, tills det senare lade ner verksamheten 1987 i den starkt konkurrensutsatta amerikanska inrikesmarknaden, men ursprungligen hade Tower Air enbart utrikesflygningar.